# Papa Pelagije
Ukupno su bila dvojica papa imena Pelagije:
- Pelagije I. (556. – 561.)
- Pelagije II. (579. – 590.)